# Heinrich Paal
Heinrich Paal   (Rakvere, 6 de juliol de 1895 - Vyatlag, 20 de setembre de 1942) fou un futbolista estonià de la dècada de 1920.
Fou 37 cops internacional amb la selecció d'Estònia amb la que participà en els Jocs Olímpics de 1924.
Pel que fa a clubs, defensà els colors de Sport Tallinn.
Va morir en un camp de presoners durant el segona guerra mundial.